# Gymnastique aux Jeux olympiques d'été de 1896 - Barre fixe
Pour un article plus général, voir Gymnastique aux Jeux olympiques de 1896.
Navigation
Saint Louis 1904
Cette page présente les résultats de la finale de la barre fixe de gymnastique artistique des Jeux olympiques de 1896 organisés à Athènes (Grèce).

## Résultats
| Rang | Gymnaste             | Pays      |
| ---- | -------------------- | --------- |
| 1    | Hermann Weingärtner  | Allemagne |
| 2    | Alfred Flatow        | Allemagne |
| -    | Konrad Böcker        | Allemagne |
| -    | Gustav Flatow        | Allemagne |
| -    | Georg Hillmar        | Allemagne |
| -    | Gyula Kakas          | Hongrie   |
| -    | Fritz Manteuffel     | Allemagne |
| -    | Karl Neukirch        | Allemagne |
| -    | Antonios Papaigannou | Grèce     |
| -    | Richard Röstel       | Allemagne |
| -    | Gustav Schuft        | Allemagne |
| -    | Carl Schuhmann       | Allemagne |
| -    | Leonidas Tsiklitiras | Grèce     |
| -    | Desiderius Wein      | Hongrie   |
| -    | Louis Zutter         | Suisse    |